# Вулиця В'ячеслава Чорновола (Умань)
Ву́лиця В'ячеслава Чорновола — вулиця в Умані. Колишня назва — вулиця Поштова, Горького.

## Розташування
Починається від перехрестя з вулицею Європейською в центральній частині міста. Простягається на північний захід до вулиці Тищика.

## Опис
Вулиця неширока, по 1 смузі руху в кожен бік, асфальтована. Бере початок на перехресті з вулицею Європейською, перехрещується з вулицями Грушевського, Великою Фонтанною та Богдана Чорномаза.

## Походження назви
Вулиця була названа на честь російського письменника Максима Горького. 1 серпня 2022 року у рамках дерусифікації вулицю Горького перейменували на вулицю на честь українського політика, дисидента та Героя України В'ячеслава Чорновола.

## Будівлі
По вулиці розташовані багатоповерхові житлові будинки (в тому числі дев'ятиповерхові) магазини «Каштан», «Електрон» та ряд інших, лазня, РЕУ № 2, БТІ, Центр зайнятості населення та інше.

№29
№30
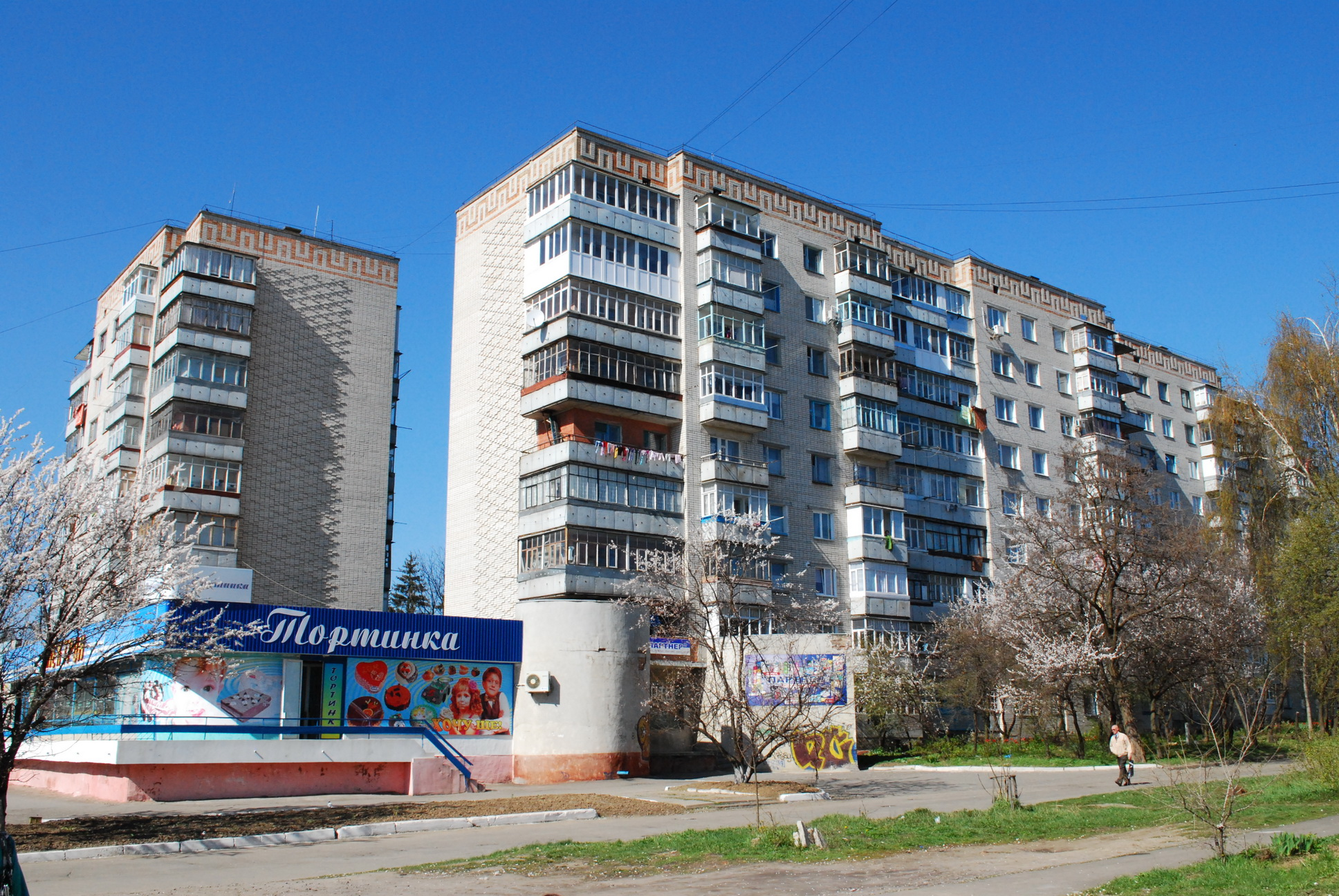
№32/6
№48
№49
Горького 50
№51
№55
№35